# Urgleptes spinifer
Urgleptes spinifer là một loài bọ cánh cứng trong họ Cerambycidae.